# Relations entre la Chine et les Émirats arabes unis
Les relations entre la Chine et les Émirats arabes unis constituent les relations étrangères bilatérales entre la république populaire de Chine et les Émirats arabes unis.
Les relations diplomatiques sont établies pour la première fois en 1984. Les Émirats arabes unis possèdent une ambassade à Pékin et un consulat général à Hong Kong, tandis que la Chine possède une ambassade à Abou Dabi et un consulat général à Dubaï. Les Émirats arabes unis et la Chine sont de solides alliés internationaux, avec une coopération importante dans les domaines économiques, politiques et culturels,,.

## Contexte
Les relations entre les deux pays se montent historiquement sur des échanges de haut niveau. En 2007, le commerce bilatéral entre la Chine et les Émirats arabes unis atteint de nouveaux sommets, dépassant 19,4 milliards de dollars et indiquant un taux de croissance de 41 %. Il existe également 2 000 entreprises chinoises opérant aux Émirats arabes unis et une importante communauté de chinois aux Émirats arabes unis qui sont principalement impliquées dans le secteur de la construction. De plus, les Émirats arabes unis sont le deuxième partenaire commercial de la Chine dans la région du golfe Persique et le plus important en termes d'achat de produits chinois.
Selon Wen Jiabao, "les Émirats arabes unis sont l'un des partenaires économiques les plus importants de la Chine dans la région du golfe Persique, servant de centre de transfert des produits chinois vers les marchés du Moyen-Orient et d'Afrique". Il encourage également les entreprises émiraties à investir en Chine et les entreprises chinoises à investir aux Émirats arabes unis, notant que l'expansion de la coopération bilatérale facilite les intérêts fondamentaux des deux nations.
Lors d'une visite en Chine en 2010, la ministre du Commerce extérieur des Émirats arabes unis, Lubna Khalid Al Qasimi, déclare que les Émirats arabes unis tiennent à renforcer leur partenariat stratégique avec la Chine et à développer la coopération commerciale et d'investissement.

## Entreprises
En mai 2010, les deux parties signent un protocole d'accord dans le but de faire avancer la coopération dans la construction ferroviaire. Selon le document, signé par Liu Zhijun et Hamdan bin Mubarak Al Nahyan (en), les deux parties lanceront une vaste coopération dans des domaines tels que le développement ferroviaire, la construction, les échanges techniques et la formation du personnel.

## Visites diplomatiques
En juillet 2018, le secrétaire général du Parti communiste chinois, Xi Jinping, se rend aux Émirats arabes unis. Il rencontre le Premier ministre Mohammed ben Rachid Al Maktoum et le prince héritier d'Abou Dabi Mohammed ben Zayed Al Nahyane à Abou Dabi. Xi Jinping reçoit l'Ordre de Zayed du président Khalifa ben Zayed Al Nahyane,.

## Nouvelle route de la soie
La Chine et les Émirats arabes unis signet des accords d'une valeur de 3,4 milliards de dollars dans le cadre de l'initiative chinoise "Nouvelle route de la soie". L'initiative vise à utiliser le port de Jebel Ali pour expédier des produits chinois vers le monde en utilisant la position des Émirats arabes unis en tant que plaque tournante du commerce maritime et terrestre.

## Immigration
Plus de 180 000 personnes d'origine chinoise vivent aux Émirats arabes unis.

## Droits de l'homme
En juillet 2019, les ambassadeurs auprès de l'ONU de 37 pays, dont les Émirats arabes unis, le Qatar, Bahreïn et l'Arabie saoudite, signent une lettre conjointe adressée au Conseil des droits de l'homme des Nations unies pour défendre le traitement réservé par la Chine aux Ouïghours dans la région du Xinjiang.
En juin 2020, les Émirats arabes unis sont l'un des 53 pays qui soutiennent la loi sur la sécurité nationale de Hong Kong aux Nations unies.